# فهد الصالح
فهد الصالح لاعب كرة قدم سوري من مواليد حمص، يلعب مع الكرامة الحمصي.